# Nitta Yoshisuke
Nitta Yoshisuke est un nom japonais traditionnel ; le nom de famille (ou le nom d'école), Nitta, précède donc le prénom (ou le nom d'artiste).
Nitta Yoshisuke (新田義助, 1305-1340), aussi connu sous le nom de Wakiya Yoshisuke (脇屋義助), est un samouraï du début du XIVe siècle, frère de Nitta Yoshisada. Il soutient la cour du Sud de l'empereur Go-Daigo durant l'époque Nanboku-chō et s'empare de Kamakura avec son frère, qui appartient au clan Hōjō, lors du siège de Kamakura en 1333.
Après la mort de son frère, il parcourt différentes parties du Japon dont Mino, Owari et Yoshino. Il meurt tandis qu'il est en campagne à Iyo.

## Source de la traduction
- (en) Cet article est partiellement ou en totalité issu de l’article de Wikipédia en anglais intitulé « Nitta Yoshisuke » (voir la liste des auteurs).